# Вильяльба, Рауль Эрнан
Рауль Эрнан Вильяльба (исп. Raúl Hernán Villalba; родился 9 февраля 1989 года в Росарио, Аргентина) — парагвайский футболист аргентинского происхождения, полузащитник. Выступал за сборную Парагвая.
Родители Рауля — иммигранты из Парагвая и поэтому он имеет право выступать за эту страну.

## Клубная карьера
Вильяльба — воспитанник клуба «Ньюэллс Олд Бойз». 10 апреля 2010 года в матче против «Чакарита Хуниорс» он дебютировал в аргентинской Примере. В 2013 году Рауль стал чемпионом Аргентины. Летом 2016 года контракт Вильяльбы закончился и он на правах свободного агента вернулся на историческую родину, подписав соглашение с «Олимпией». 31 июля в матче против «Депортиво Капиата» Рауль дебютировал в парагвайской Примере.

## Международная карьера
14 ноября 2015 года в отборочном матче чемпионата мира 2018 против сборной Перу Вильяльба дебютировал за сборную Парагвая.

## Достижения
Клубные
 «Ньюэллс Олд Бойз»
- Чемпионат Аргентины по футболу — Финаль 2013